# 加拉特罗
加拉特罗（義大利語：Galatro），是意大利雷焦卡拉布里亚省的一个市镇。总面积50平方公里，人口1852人，人口密度37.0人/平方公里（2009年）。ISTAT代码为080035。